# Stargate (игра, 1994)
Stargate — видеоигра, разработанная компанией Probe Entertainment и изданная Acclaim Entertainment для игровых консолей Sega Mega Drive/Genesis (1994), Sega Game Gear (1994), Game Boy (1994) и SNES (1995). Игра создана по мотивам одноимённого фильма 1994 года.

## Игровой процесс

### Sega Genesis и SNES
Главный герой игры полковник Джек О’Нилл вместе со своим отрядом после активации древнего артефакта под названием «Звёздные врата» оказался на неизвестной планете. Позже началась сильная пылевая буря, а затем О’Нилл обнаружил, что весь его отряд исчез. Позже оказалось, что они были похищены инопланетянином-антагонистом по имени Ра, который жаждет захватить Землю и превратить её в колонию, используя «Звёздные врата». О’Ниллу нужно найти и освободить членов своей команды и помешать планам Ра.
Джек О’Нилл, за которого предстоит играть, вооружён автоматом и гранатами. Автомат имеет свойство нагреваться во время стрельбы, что отражается на скорострельности. Гранаты при прямом попадании уничтожают любого врага (кроме «боссов» — Анубиса и Ра). О’Нилл может стрелять и бросать гранаты стоя, сидя, а также повиснув на одной руке на уступе или верёвке.
Уровни представляют собой замкнутые локации, по которым можно перемещаться в любом направлении. Это пустыня, город, пещеры, катакомбы и храм. В большинстве уровней необходимо либо выполнить определённое задание, которое могут выдать неигровые персонажи (например, найти какой-нибудь предмет), либо просто отыскать выход. Иногда нужно решать различные логические задачи (к примеру, искать выключатели, чтобы отключить силовое поле и пройти дальше).
Во время прохождения уровней герою часто приходится прыгать по многочисленным платформам. Падение персонажа с большой высоты может привести к потере жизни.
На уровнях немало разнообразных врагов. В основном это гигантские насекомые и другие существа. Некоторые враги обладают внушительным запасом здоровья и способны наносить ощутимый урон (например, жрецы Ра).
Полезных предметов в игре тоже довольно много: гранаты, усилители для оружия, «здоровье», дополнительные «жизни» и др.
Также О’Ниллу предстоит найти людей из своего отряда и сразиться с двумя «боссами».

## Оценки
Четверо респондентов из Electronic Gaming Monthly выставили версии для Genesis оценку 3.875 из 10. Они похвалили графику и анимацию игры, но резко раскритиковали управление. Журнал GamePro также раскритиковал управление и «тупость» врагов. Аналогичный отзыв журнал оставил SNES-версии игры, посчитав её «идентичной с версией для Genesis». Рецензент из Next Generation, напротив, посчитал, что геймплей сильно разнится с оригинальным источником и дал версии для SNES 3 звезды из 5. Версия для Genesis была оценена журналом в те же 3 звезды из 5: «в целом, Stargate — хорошая игра. Но есть моменты, которые надо было проработать намного лучше».